# Stephen Mailer
Stephen McLeod Mailer (New York, 10 maart 1966) is een Amerikaans acteur.

## Biografie
Mailer is een zoon van auteur Norman Mailer en actrice Beverly Bentley en is de broer van Michael, Matthew en Kate. 
Mailer begon in 1982 met acteren in de televisieserie CBS Library. Hierna heeft hij nog meerdere rollen gespeeld in televisieseries en films zoals Another Woman (1988), Cry-Baby (1990), Ride with the Devil (1999), As the World Turns (2007) en Baby Mama (2008).
Mailer is ook actief in het theater, zo heeft hij in 2003 in het toneelstuk gespeeld Long Day's Journey Into Night samen met zijn vader. Hij heeft eenmaal opgetreden op Broadway, van 1993 tot en met 1994 speelde hij de rol van Lucas in het toneelstuk Laughter on the 23rd Floor.
Mailer is getrouwd geweest met Lindsay Marx en ze hebben twee kinderen.

## Filmografie

### Films
Uitgezonderd korte films.
- 2019 The Irishman - als Emmett Fitzpatrick
- 2017 The Post - als vervangend voorzitter
- 2017 Blind - als advocaat
- 2014 Friends and Romans - als schoolhoofd patten
- 2013 Louder Than Words - als lobbyist
- 2012 What Maisie Knew – als vader van Zoe
- 2010 Last Night – als cliënt
- 2010 Rabbit Hole – als Kevin
- 2010 Jack Goes Boating – als blije echtgenoot
- 2008 Che: Part One – als Paul Niven
- 2008 Baby Mama – als Dan
- 2008 Sofia – als Tom
- 2006 Kettle of Fish – als bandleider
- 1999 Ride with the Devil – als Babe Hudspeth
- 1999 24 Nights – als Keith
- 1998 Guy's Guide to Money – als ??
- 1997 Red Meat – als Chris
- 1995 Quiet Days in Hollywood – als Patrick
- 1994 Getting In – als Gabriel Higgs
- 1993 In the Line of Duty: Ambush in Waco – als ??
- 1992 A League of Their Own – als jongen in bar
- 1991 The Hollow Boy – als Leo
- 1991 Darrow – als Paul Darrow
- 1990 Reversal of Fortune – als Elon Dershowitz
- 1990 Cry-Baby – als Baldwin
- 1989 Love and Other Sorrows – als Ben
- 1988 Another Woman – als jonge Paul
- 1985 War and Love – als Sevek

### Televisieseries
Uitgezonderd eenmalige gastrollen.
- 2007 As the World Turns – als dr. Cutler – 7 afl.

- Gemeinsame Normdatei: 1062111842
- International Standard Name Identifier: 0000 0000 4561 172X
- Library of Congress Control Number: no2001079587
- Virtual International Authority File: 16879559
- WorldCat: E39PBJw8VxBQHC9YhcW3833JDq